# Tim Elliott
Timothy Samuel Elliott (24 de diciembre de 1986, Wichita, Kansas, Estados Unidos) es un artista marcial mixto estadounidense que actualmente compite en la división de peso mosca de Ultimate Fighting Championship (UFC). Es el antiguo Campeón de Peso Mosca de Titan FC. Es competidor profesional desde 2009 y actualmente se encuentra en su segunda etapa en la UFC. Ha sido cuatro veces ganador de bonificaciones en la UFC, ganando tres veces la Pelea de la Noche, una vez la Actuación de la Noche y ganando The Ultimate Fighter: Tournament of Champions. Desde el 18 de junio de 2024, es el número #11 en la clasificación de peso mosca de la UFC.

## Primeros años
Elliott nació el 24 de diciembre de 1986 en Wichita, Kansas. Elliott asistió originalmente a Campus High School, pero se transfirió a Wichita South High School durante su tercer año. Elliott fue un campeón estatal de lucha en Wichita Sur su último año en 2005. Elliott formó parte del equipo de lucha en el Colegio de la Comunidad de Labette antes de trasladarse a la Universidad de Oklahoma Central. Obtuvo una licenciatura en Ciencias y Estudios Generales.

## Carrera en las artes marciales mixtas

### Carrera temprana
Elliott compiló un récord de 8-2-1 en sus primeros 11 combates antes de firmar con la UFC, incluyendo una notable victoria por KO sobre el ex Campeón de Peso Ligero de la UFC Jens Pulver.

### Ultimate Fighting Championship
Elliott firmó con la UFC el 17 de abril de 2012.
En su debut en la UFC, Elliott se enfrentó al ganador de The Ultimate Fighter 14 John Dodson el 5 de mayo de 2012 en UFC on Fox: Diaz vs. Miller, en sustitución de un lesionado Darren Uyenoyama. Perdió el combate por decisión unánime.
En su segundo combate, Elliott se enfrentó a Jared Papazian el 15 de diciembre de 2012 en The Ultimate Fighter: Team Carwin vs. Team Nelson Finale. Ganó el combate por decisión unánime. Este combate le valió el premio a la Pelea de la Noche.
Para su tercer combate, Elliott se enfrentó a Louis Gaudinot el 31 de agosto de 2013 en UFC 164. Ganó el combate por decisión unánime.
Elliott luchó contra Ali Bagautinov en UFC 167 el 16 de noviembre de 2013. El combate marcó su primera aparición en la tarjeta principal de un evento de pago por visión en la lucha. Perdió el combate por decisión unánime.
Elliott se enfrentó a Joseph Benavidez el 26 de abril de 2014 en UFC 172. Perdió el combate por sumisión en el primer asalto.
Se esperaba que Elliott se enfrentara a Wilson Reis el 23 de agosto de 2014 en UFC Fight Night: Henderson vs. dos Anjos. Sin embargo, Elliott se retiró del combate en los días previos al evento.
Elliott se enfrentó a Zach Makovsky el 15 de febrero de 2015 en UFC Fight Night: Henderson vs. Thatch. Perdió el combate por decisión unánime. Tras el combate, fue despedido de la organización.

### Titan FC
Elliott debutó y se enfrentó al ex peso mosca de la UFC Iliarde Santos en el Titan FC 34 por el inaugural Campeonato de Peso Mosca de Titan FC. Ganó el combate por una dominante decisión unánime y se hizo con el Campeonato de Peso Mosca del Titan FC.
Para su primera defensa del título, Elliott se enfrentó a la perspectiva invicta y al recién llegado a la promoción Felipe Efrain en Titan FC 35 el 19 de septiembre de 2015. Ganó el combate por sumisión en el segundo asalto.
Elliott se enfrentó al ex peso gallo de la UFC Pedro Nobre en Titan FC 37 el 5 de marzo de 2016. Ganó el combate por decisión unánime para su segunda defensa exitosa del título.

### The Ultimate Fighter
El 21 de julio de 2016 Elliott fue anunciado como miembro del reparto de la 24ª temporada de The Ultimate Fighter. El ganador del programa, ganó una oportunidad de luchar contra Demetrious Johnson por el Campeonato de Peso Mosca de la UFC. A pesar de estar clasificado como el número 3, Elliott fue seleccionado como la primera opción global por su antiguo oponente Joseph Benavidez.
En su primer combate, Elliott se enfrentó a Charlie Alaniz, púgil del "Equipo Cejudo" clasificado en el puesto 14. Sometió a Aniz en el primer asalto por sumisión. En los cuartos de final, Elliott se enfrentó al sexto luchador del "Equipo Cejudo" y ex concursante de Caged Matt Schnell. A pesar de recibir una devastadora patada en la ingle en los primeros momentos del combate, fue capaz de recuperarse y someter a Schnell en el primer asalto por sumisión. En las semifinales, Elliott se enfrentó a su compañero del "Equipo Benavidez", Eric Shelton, número 15 de la clasificación. Tras dos asaltos competitivos, Elliott fue declarado ganador por decisión mayoritaria. Elliott luchó contra su compañero de equipo del 'Equipo Benavidez' Hiromasa Ougikubo en la ronda final. Ganó el combate por decisión unánime para ganar el torneo.

### Regreso a la UFC
Como resultado de ganar The Ultimate Fighter 24, Elliott ganó la oportunidad de luchar contra el campeón de peso mosca Demetrious Johnson. Luchó contra Johnson el 3 de diciembre de 2016 en The Ultimate Fighter 24 Finale por el Campeonato de Peso Mosca.
Perdió el combate por decisión unánime.
Elliott se enfrentó a Louis Smolka el 15 de abril de 2017 en UFC on Fox: Johnson vs. Reis. Ganó el combate por decisión unánime. Esta victoria le valió el premio a la Pelea de la Noche.
Elliott se enfrentó a Ben Nguyen el 10 de junio de 2017 en UFC Fight Night: Lewis vs. Hunt. Ganó el combate por sumisión en el primer asalto.
Se esperaba que Elliott se enfrentara a Justin Scoggins el 16 de diciembre de 2017 en UFC on Fox: Lawler vs. dos Anjos. Sin embargo, Scoggins se retiró del combate a principios de diciembre alegando una lesión de espalda y fue sustituido por Pietro Menga. El combate se canceló porque Menga no se presentó al pesaje por no haber llegado al peso. A Elliott se le ofreció la pelea en el peso de captura de 131 libras, lo que le habría dado el 10% de la bolsa del combate de Menga, pero la rechazó.
Tras la cancelación del combate contra Menga, la UFC ofreció a Elliott un combate en UFC 219, que Elliott sólo aceptó con la condición de que luchara contra alguien que nunca hubiera perdido el peso y que nunca se hubiera echado atrás en un combate en el último momento. Elliott luchó contra el recién llegado promocional Mark De La Rosa en el peso gallo. Ganó el combate por sumisión en el segundo asalto. Tras el combate, dedicó la victoria a su entrenador, Robert Follis, fallecido a principios de mes. Esta victoria le valió el premio a la Actuación de la Noche.
Elliott se lesionó del ligamento cruzado anterior en junio de 2018. Fue operado con éxito el 14 de junio. En ese momento declaró que esperaba perderse al menos un año antes de poder volver a luchar.
Elliott se enfrentó a Deiveson Figueiredo el 12 de octubre de 2019 en UFC Fight Night: Joanna vs. Waterson. Perdió el combate por sumisión en el primer asalto.
Elliott se enfrentó a Askar Askarov El 18 de enero de 2020 en UFC 246. Perdió el combate por decisión unánime.
Elliot se enfrentó al recién llegado a la promoción Brandon Royval el 30 de mayo de 2020 en UFC on ESPN: Woodley vs. Burns. Perdió el combate por sumisión en el segundo asalto. Este combate le valió el premio a la Pelea de la Noche. Elliott aceptó un combate contra Tyson Nam en UFC Fight Night: Eye vs. Calvillo, pero la Comisión Atlética del Estado de Nevada se negó a permitirle pelear ya que le pusieron una suspensión médica después de su combate anterior.
Elliott se enfrentó a Ryan Benoit el 16 de julio de 2020 en UFC Fight Night: Kattar vs. Ige. Ganó el combate por decisión unánime, asegurando su primera victoria desde 2017. Antes del combate, había firmado un nuevo contrato de cuatro combates con la promoción. El 3 de agosto de 2020, se informó de que Elliott había dado positivo por marihuana después del combate y se enfrenta a una suspensión. Más tarde, ese mismo día, publicó en su Twitter la culpa del resultado positivo por haber aceptado el combate con poca antelación. Elliott fue suspendido cuatro meses y medio y multado con el 15% de su bolsa por la Comisión Atlética del Estado de Nevada el 3 de septiembre de 2020 tras dar positivo por marihuana. La suspensión es retroactiva al 17 de junio de 2020 y podrá volver a competir el 2 de noviembre de 2020.
Se esperaba que Elliott se enfrentara a Jordan Espinosa el 16 de enero de 2021 en UFC on ABC: Holloway vs. Kattar. Sin embargo, Espinosa dio positivo por COVID-19 a finales de diciembre y el emparejamiento se trasladó a UFC 259. Ganó el combate por decisión unánime. Durante el combate, Elliott acusó a Espinosa de ser un "golpeador de mujeres" después de que alguien enviara a Elliott una captura de pantalla de los mensajes entre Espinosa y una chica no identificada junto con imágenes de marcas de asfixia en el cuello de una persona. Espinosa respondió diciendo: "no conoces toda la historia". La policía declaró que Espinosa nunca había sido condenado por abuso doméstico.
Elliott estaba programado para enfrentarse a Su Mudaerji el 26 de junio de 2021 en UFC Fight Night: Gane vs. Volkov. Sin embargo, Mudaerji tuvo que retirarse del combate debido a una lesión de rodilla que requirió cirugía.
Elliott se enfrentó a Matheus Nicolau el 9 de octubre de 2021 en UFC Fight Night: Dern vs. Rodriguez. Perdió el combate por decisión unánime.
Elliott enfrentó a Tagir Ulanbekov el 5 de marzo de 2022 en UFC 272. Ganó la pelea por decisión unánime. 12 de 17 puntuaciones de los medios se lo dieron a Ulanbekov.
Elliot estaba programado para enfrentarse a Amir Albazi el 25 de junio de 2022 en UFC on ESPN 38 pero se retiró por razones no reveladas.
Elliot estaba programado para enfrentarse a Allan Nascimento el 3 de junio de 2023 en UFC on ESPN 46. Sin embargo, el 28 de abril, Nascimento se retiró por razones no reveladas y fue reemplazado por Víctor Altamirano. Ganó la pelea por decisión unánime.
Elliott enfrentó a Muhammad Mokaev en UFC 294 el 21 de octubre de 2023. Perdió la pelea por sumisión en el tercer asalto.
Elliott se enfrentó a Su Mudaerji, reemplazando al lesionado Allan Nascimento, el 9 de diciembre de 2023, en UFC Fight Night 233. Ganó la pelea mediante una sumisión en el primer asalto. Esta pelea le valió el premio Actuación de la Noche.
Elliott estaba programado para enfrentar a Tatsuro Taira el 18 de mayo de 2024 en UFC Fight Night 241. Sin embargo, debido a la lesión no revelada de Elliott, la pelea fue descartada.

## Vida personal
Elliott principalmente vive y entrena en Las Vegas, Nevada. Mantiene una relación con la también luchadora de la UFC Gina Mazany. El 28 de julio de 2020 Elliott anunció en su Instagram que él y Mazany estaban comprometidos. Tiene una hija de una relación anterior. Gina mazany le fue infiel con un compañero de equipo y amigo del mismo elliot

## Campeonatos y logros

### Artes marciales mixtas
- Ultimate Fighting Championship
  - Pelea de la Noche (tres veces) vs. Jared Papazian, Louis Smolka y Brandon Royval[50]
  - Actuación de la Noche (dos veces) vs. Mark De La Rosa y Su Mudaerji[82][77]

- Titan Fighting Championships
  - Campeonato de Peso Mosca de Titan FC (una vez; primero, ex)
    - Dos defensas exitosas del título

## Récord en artes marciales mixtas
| Resultado | Récord  | Oponente            | Método                                     | Evento                                                   | Fecha                    | Ronda | Tiempo | Localización                  | Notas                                                   |
| --------- | ------- | ------------------- | ------------------------------------------ | -------------------------------------------------------- | ------------------------ | ----- | ------ | ----------------------------- | ------------------------------------------------------- |
| Victoria  | 20-13-1 | Su Mudaerji         | Sumision (arm-triangle choke)              | UFC Fight Night: Song vs. Gutiérrez                      | 9 de diciembre de 2023   | 1     | 4:02   | Las Vegas, Nevada             | Pelea de peso gallo. Actuación de la noche.             |
| Derrota   | 19-13-1 | Muhammad Mokaev     | Sumision (arm-triangle choke)              | UFC 294                                                  | 21 de octubre de 2023    | 3     | 3:03   | Abu Dhabi,                    |                                                         |
| Victoria  | 19-12-1 | Víctor Altamirano   | Decisión (unánime)                         | UFC on ESPN: Kara-France vs. Albazi                      | 3 de junio de 2023       | 3     | 5:00   | Las Vegas, Nevada             |                                                         |
| Victoria  | 18-12-1 | Tagir Ulanbekov     | Decisión (unánime)                         | UFC 272                                                  | 5 de marzo de 2022       | 3     | 5:00   | Las Vegas, Nevada             |                                                         |
| Derrota   | 17-12-1 | Matheus Nicolau     | Decisión (unánime)                         | UFC Fight Night: Dern vs. Rodriguez                      | 9 de octubre de 2021     | 3     | 5:00   | Las Vegas, Nevada             |                                                         |
| Victoria  | 17-11-1 | Jordan Espinosa     | Decisión (unánime)                         | UFC 259                                                  | 6 de marzo de 2021       | 3     | 5:00   | Las Vegas, Nevada             |                                                         |
| Victoria  | 16-11-1 | Ryan Benoit         | Decisión (unánime)                         | UFC on ESPN: Kattar vs. Ige                              | 16 de julio de 2020      | 3     | 5:00   | Abu Dhabi                     |                                                         |
| Derrota   | 15-11-1 | Brandon Royval      | Sumisión (estrangulamiento del brazo)      | UFC on ESPN: Woodley vs. Burns                           | 30 de mayo de 2020       | 2     | 3:18   | Las Vegas, Nevada             | Pelea de la Noche.                                      |
| Derrota   | 15-10-1 | Askar Askarov       | Decisión (unánime)                         | UFC 246                                                  | 18 de enero de 2020      | 3     | 5:00   | Las Vegas, Nevada             |                                                         |
| Derrota   | 15-9-1  | Deiveson Figueiredo | Sumisión (estrangulamiento por guillotina) | UFC Fight Night: Joanna vs. Waterson                     | 12 de octubre de 2019    | 1     | 3:08   | Tampa, Florida                |                                                         |
| Victoria  | 15-8-1  | Mark De La Rosa     | Sumisión (estrangulamiento de anaconda)    | UFC 219                                                  | 30 de diciembre de 2017  | 2     | 1:41   | Las Vegas, Nevada             | Combate de peso gallo. Actuación de la Noche.           |
| Derrota   | 14-8-1  | Ben Nguyen          | Sumisión (estrangulamiento por detrás)     | UFC Fight Night: Lewis vs. Hunt                          | 11 de junio de 2017      | 1     | 0:49   | Auckland                      |                                                         |
| Victoria  | 14-7-1  | Louis Smolka        | Decisión (unánime)                         | UFC on Fox: Johnson vs. Reis                             | 15 de abril de 2017      | 3     | 5:00   | Kansas City, Misuri           | Pelea de la Noche.                                      |
| Derrota   | 13-7-1  | Demetrious Johnson  | Decisión (unánime)                         | The Ultimate Fighter: Tournament of Champions Finale     | 3 de diciembre de 2016   | 5     | 5:00   | Las Vegas, Nevada             | Por el Campeonato de Peso Mosca de la UFC.              |
| Victoria  | 13-6-1  | Pedro Nobre         | Decisión (unánime)                         | Titan FC 37                                              | 5 de marzo de 2016       | 5     | 5:00   | Ridgefield, Washington        | Defendó el Campeonato de Peso Mosca de Titan FC.        |
| Victoria  | 12-6-1  | Felipe Efrain       | Sumisión (estrangulamiento por guillotina) | Titan FC 35                                              | 19 de septiembre de 2015 | 2     | 2:30   | Ridgefield, Washington        | Defendó el Campeonato de Peso Mosca de Titan FC.        |
| Victoria  | 11-6-1  | Iliarde Santos      | Decisión (unánime)                         | Titan FC 34                                              | 18 de julio de 2015      | 5     | 5:00   | Kansas City, Misuri           | Ganó el inaugural Campeonato de Peso Mosca de Titan FC. |
| Derrota   | 10-6-1  | Zach Makovsky       | Decisión (unánime)                         | UFC Fight Night: Henderson vs. Thatch                    | 14 de febrero de 2015    | 3     | 5:00   | Broomfield, Colorado          |                                                         |
| Derrota   | 10-5-1  | Joseph Benavidez    | Sumisión (estrangulamiento por guillotina) | UFC 172                                                  | 26 de abril de 2014      | 1     | 4:08   | Baltimore, Maryland           |                                                         |
| Derrota   | 10-4-1  | Ali Bagautinov      | Decisión (unánime)                         | UFC 167                                                  | 16 de noviembre de 2013  | 3     | 5:00   | Las Vegas, Nevada             |                                                         |
| Victoria  | 10-3-1  | Louis Gaudinot      | Decisión (unánime)                         | UFC 164                                                  | 31 de agosto de 2013     | 3     | 5:00   | Milwaukee, Wisconsin          |                                                         |
| Victoria  | 9-3-1   | Jared Papazian      | Decisión (unánime)                         | The Ultimate Fighter: Team Carwin vs. Team Nelson Finale | 15 de diciembre de 2012  | 3     | 5:00   | Las Vegas, Nevada             | Pelea de la Noche.                                      |
| Derrota   | 8-3-1   | John Dodson         | Decisión (unánime)                         | UFC on Fox: Diaz vs. Miller                              | 5 de mayo de 2012        | 3     | 5:00   | East Rutherford, Nueva Jersey |                                                         |
| Victoria  | 8-2-1   | Josh Rave           | Sumisión técnica (estrangulamiento D'Arce) | RFA 2                                                    | 30 de marzo de 2012      | 1     | 0:28   | Kearney, Nebraska             | Debut en el peso mosca.                                 |
| Victoria  | 7-2-1   | Jens Pulver         | KO (rodillazo)                             | RFA 1                                                    | 16 de diciembre de 2011  | 2     | 2:12   | Kearney, Nebraska             | Combate de peso gallo.                                  |
| Victoria  | 6-2-1   | Kashif Solarin      | Sumisión                                   | Cowboy MMA: Caged Cowboys                                | 21 de mayo de 2011       | 1     | 0:57   | Ponca City, Oklahoma          |                                                         |
| Victoria  | 5-2-1   | John McDowell       | TKO (puñetazos)                            | Art of War Cage Fights                                   | 26 de febrero de 2011    | 1     | 2:56   | Ponca City, Oklahoma          |                                                         |
| Victoria  | 4-2-1   | Victor Dominguez    | Decisión (unánime)                         | C3 Fights                                                | 22 de octubre de 2010    | 3     | 5:00   | Newkirk, Oklahoma             |                                                         |
| Victoria  | 3-2-1   | Cody Fuller         | Sumisión (estrangulamiento por triángulo)  | Bricktown Brawl 5                                        | 25 de junio de 2010      | 3     | 2:34   | Oklahoma City, Oklahoma       |                                                         |
| Victoria  | 2-2-1   | Michael Casteel     | Sumisión (estrangulamiento por detrás)     | Bricktown Brawl 4                                        | 2 de abril de 2010       | 1     | 2:01   | Oklahoma City, Oklahoma       |                                                         |
| Victoria  | 1-2-1   | Victor Veloquio     | KO (puñetazos)                             | BB 3: Holiday Havoc                                      | 11 de diciembre de 2009  | 1     | 0:33   | Oklahoma City, Oklahoma       |                                                         |
| Derrota   | 0-2-1   | Jacky Bryant        | TKO (puñetazos)                            | Bricktown Brawl 2                                        | 28 de agosto de 2009     | 1     | 0:52   | Oklahoma City, Oklahoma       |                                                         |
| Derrota   | 0-1-1   | Shane Howell        | Sumisión (estrangulamiento por triángulo)  | Harrah Fight Night                                       | 27 de junio de 2009      | 3     | 2:25   | Harrah, Oklahoma              |                                                         |
| Empate    | 0-0-1   | Jerod Spoon         | Empate                                     | Bricktown Brawl 1                                        | 8 de mayo de 2009        | 3     | 5:00   | Oklahoma City, Oklahoma       |                                                         |